# Egységes országos magassági alaphálózat
Az egységes országos magassági alaphálózat (EOMA) Magyarország szintezési hálózata. Ennek segítségével határozható meg a földmérési és térképészeti célokra készült felmérések egyes pontjainak a magassága.

## Története

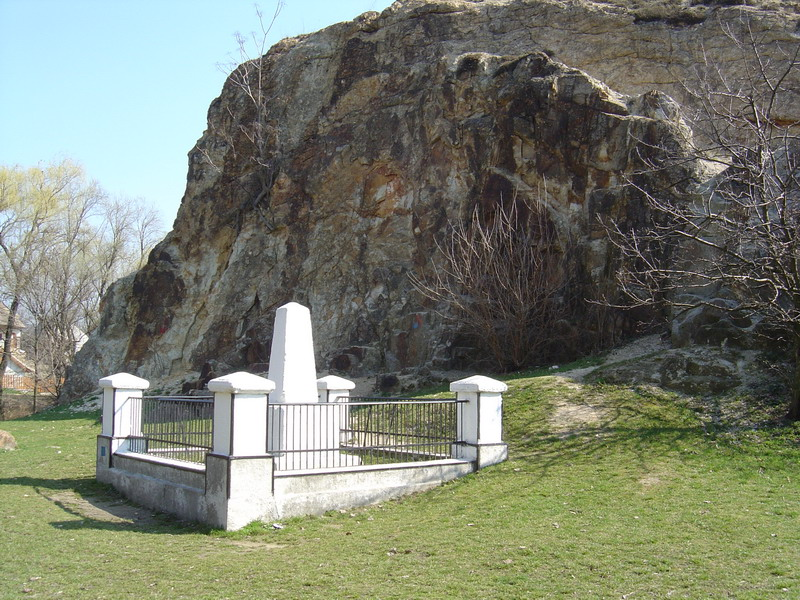
Nadapi főalappont. Magassága: 173,1638 mBf

Az I. országos jellegű szintezési hálózat kiépítése
Az Osztrák-Magyar Monarchia tagállamaiban 1872-től került sor szintezési hálózat kiépítésére, amelyet Magyarországon 1873 és 1913 között végeztek. Hét főalappontot építettek ki hegységek felszíni sziklafelületét lecsiszolva és obeliszkkel védve. Ekkor az Osztrák–Magyar Monarchia egységes alapszintfelülete az Adriai-tenger középszintjének a trieszti Molo Sartorio mareográfjának (= vízmagasságmérőjének) 1875-ben meghatározott évi középértékén áthaladó szintfelület volt. Innen levezetve a magyarországi alapszint a Velencei-hegységben található Nadapi főalappont (nadapi alapszint) értéke 173,8385 m volt (mAf, méter Adria felett). A nadapi főalappontot szintezési ősjegynek vagy őspontnak is nevezik.
A II. országos (Gárdonyi-féle) szintezési hálózat
Az első világháborút és a Trianoni békeszerződést követően új államok jöttek létre a térségben, a monarchia felbomlásával a közös mérésügyi szervezet is megszűnt, az eredeti jegyzőkönyvek és adatok Bécsben maradtak. Az új határok közötti ország új II. szintezési hálózatának kiépítése 1921-ben kezdődött. A hálózat kiépítése Gárdonyi Jenő nevéhez fűződik, ezért ezt a hálózatot II. országos (Gárdonyi-féle) szintezési hálózatnak is nevezik. A hálózat teljes kiegyenlítésére is csak a háborút követően, 1949-ben került sor. Sajnos, mire a hálózat teljesen kiépült, kitört a II. világháború, amelynek során a hálózat jelentős része, mintegy 60%-a, elpusztult, ezért gyakorlati célokra csak kis mértékben szolgálhatott.
A III. országos (Bendefy-féle) szintezési hálózat
1948 és 1964 között épült ki. Célja az volt, hogy minden lakott településen legyen legalább egy szintezési alappont; – ez meg is valósult, közel 23500 pont létesült. A hálózat kiépítése, a munkálatok irányítása Bendefy László (1904-1977) nevéhez fűződik, nevezik ezért Bendefy-hálózatnak is. 8 darab ún. sziklás főalappontot létesítettek, hegységek sziklakibúvásaira telepítve; ezek földalatti üregben elhelyezett 3-3 gombot jelentenek, két fedlappal védve.
A második világháború után a szocialista országok (Jugoszláviát kivéve) egységesítették szintezési rendszerüket. A szocialista országok egységes alapszintfelülete a Balti-tenger kronstadti vízmagasságmérő nullapontján átmenő szintfelület lett. Az új szintezési hálózat kialakítása 1957–1958 folyamán történt. Ennek alapján a nadapi alapszint 173,1638 m-en (mBf), azaz 0,6747 m-rel mélyebben fekszik az adriai alapszinthez képest kiszámított értéknél. 
A IV. országos szintezési hálózat, az EOMA
A balti alapszintre történt áttérést követően az 1960-as években új szintezési hálózat létrehozására került sor. Az elsőrendű alaphálózatból kiindulva új másod- és harmadrendű hálózat létesítése is megvalósult. Összesen 40 db főalappontja van az EOMA-nak, ezek közül 15 db sziklára telepített pont (ide tartozik az előző, Bendefy-féle hálózat 8 db főalappontja is). Ezt a hálózatot az 1970-es évek végén fogadták el mint hivatalos EOMA szintezési hálózatot.
Európa 14 országának (Ausztria, Belgium, Dánia, Finnország, Franciaország, Hollandia, Nagy-Britannia, Németország, Norvégia, Olaszország, Portugália, Spanyolország, Svájc és Svédország) felsőrendű hálózatát egységbe foglalva hozták létre az UELN-73 hálózatot. A hálózatot 1981-ben továbbfejlesztették, majd 10 év szünet után az UELN (United European Levelling Network) tevékenységét folytatták UELN-95 elnevezés alatt.

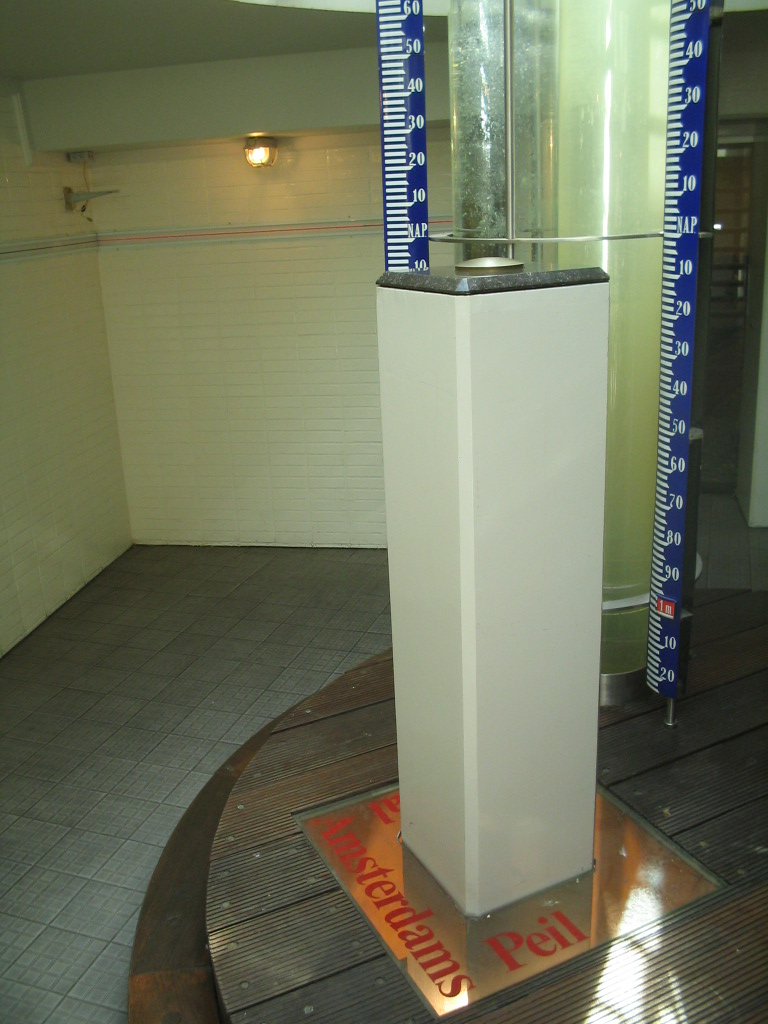
Az amszterdami középtengerszint

A projekt célkitűzése – az EUREF albizottság 1994-ben hozott határozata értelmében – egységes magassági rendszer létrehozása Európában dm-es pontossági szinten az 1994-től csatlakozó közép- és kelet-európai országok (Csehország, Magyarország, Lengyelország, Szlovákia, Szlovénia, Horvátország, valamint Bosznia-Hercegovina) szintezési hálózatára vonatkozó megfelelő adatok bevonásával és felsőrendű hálózati blokkjainak fokozatos hozzáadásával. Az UELN-95 egységes alapszintfelülete az amszterdami vízmagasságmérő nullpontja. Az amszterdami középtengerszint mintegy 14 cm-rel van mélyebben a balti középtengerszint magasságánál.
Az IAG EUREF albizottságának határozata alapján az európai magassági vonatkoztatási rendszert az egységes európai szintezési hálózat (UELN) magassági főalappontjainak az amszterdami alapszintre vonatkozó geopotenciális mérőszáma és ebből számított normál-magassága adja meg. Ezek alkotják az európai magassági vonatkoztatási keretpontok hálózatát (European Vertical Reference Frame 2000, EVRF2000).

## Felépítése
Az EOMA elsőrendű hálózata 11 belső zárt poligonból áll, melyek 27 vonalat alkotnak. Ezeken kívül a szomszédos országokkal való csatlakozásokhoz még 22 nemzetközi csatlakozó vonal tartozik, amelyekkel további – a szomszédos országokkal közös – 22 poligon alakítható ki. Így valamennyi vonalat figyelembe véve, a hálózat teljes hossza 3934 km.
Az elsőrendű hálózatban egyenletes elosztásban 40 kéregmozgási főalappont található. Ezekből 16 kibúvó sziklamasszívumba került, 24 pedig üledékes területre.

## Jogszabályi követelmények
Az egységes országos magassági alaphálózatra 2014-ig a módosított 16/1997. (III.5.) FM sz. rendelet előírásai vonatkoztak:
- Az egységes országos magassági alaphálózatot – a szakmai szabályzatok előírásai alapján – olyan pontossággal és sűrűséggel kellett létesíteni és fenntartani, hogy az alkalmas legyen az általános földmérési és térképészeti feladatok végrehajtására.
- A 0-ad rendű kéregmozgási hálózattal azonos EOMA I. rendű hálózat pontjainak – a föld feletti szakaszvégpontok kivételével – és a II–III. rendű hálózat mélyalapozású pontjainak alkalmasnak kellett lenniük a függőleges földkéregmozgás vizsgálatára.
- Az EOMA viszonyítási rendszere a balti alapszint.

## Jogszabályok
- Az Európai Parlament és a Tanács 2007/2/EK irányelve (2007. március 14.) az Európai Közösségen belüli térinformációs infrastruktúra (INSPIRE) kialakításáról
- 2012. évi XLVI. törvény a földmérési és térképészeti tevékenységről
  - 15/2013. (III. 11.) VM rendelet a térképészetért felelős miniszter felelősségi körébe tartozó állami alapadatok és térképi adatbázisok vonatkoztatási és vetületi rendszeréről, alapadat-tartalmáról, létrehozásának, felújításának, kezelésének és fenntartásának módjáról, és az állami átvétel rendjéről
  - 51/2014. (IV. 29.) VM rendelet az alapponthálózati pontokkal kapcsolatos szabályokról
  - 39/2014. (XII. 18.) FM rendelet az állami alapadatok adatbázisainak selejtezési és archiválási rendjéről, valamint a földügyi és távérzékelési levéltárról

## Külső hivatkozás
- map.fomi.hu/alappont a Lechner Központ alappont-adatbázisa, amelyben mindenki megjelölheti az egyes pontok állapotát (crowdsourcing projekt)